# Moulins-sur-Céphons
Moulins-sur-Céphons és un municipi francès, situat al departament de l'Indre i a la regió de Centre – Vall del Loira. L'any 2007 tenia 335 habitants.

## Demografia

### Població
El 2007 la població de fet de Moulins-sur-Céphons era de 335 persones. Hi havia 160 famílies, de les quals 56 eren unipersonals (24 homes vivint sols i 32 dones vivint soles), 60 parelles sense fills, 36 parelles amb fills i 8 famílies monoparentals amb fills.
La població ha evolucionat segons el següent gràfic:
Habitants censats

### Habitatges
El 2007 hi havia 206 habitatges, 158 eren l'habitatge principal de la família, 31 eren segones residències i 17 estaven desocupats. 196 eren cases i 9 eren apartaments. Dels 158 habitatges principals, 128 estaven ocupats pels seus propietaris, 26 estaven llogats i ocupats pels llogaters i 4 estaven cedits a títol gratuït; 4 tenien una cambra, 8 en tenien dues, 32 en tenien tres, 53 en tenien quatre i 61 en tenien cinc o més. 129 habitatges disposaven pel capbaix d'una plaça de pàrquing. A 66 habitatges hi havia un automòbil i a 74 n'hi havia dos o més.

### Piràmide de població
La piràmide de població per edats i sexe el 2009 era:
| Homes | Edats   | Dones |
| ----- | ------- | ----- |
| 0     | 95 o +  | 8     |
| 0     | 90 a 94 | 0     |
| 4     | 85 a 89 | 8     |
| 0     | 80 a 84 | 0     |
| 24    | 75 a 79 | 8     |
| 4     | 70 a 74 | 28    |
| 12    | 65 a 69 | 8     |
| 4     | 60 a 64 | 8     |
| 12    | 55 a 59 | 4     |
| 12    | 50 a 54 | 4     |
| 16    | 45 a 49 | 20    |
| 12    | 40 a 44 | 12    |
| 16    | 35 a 39 | 8     |
| 8     | 30 a 34 | 12    |
| 4     | 25 a 29 | 4     |
| 8     | 20 a 24 | 0     |
| 4     | 15 a 19 | 4     |
| 0     | 10 a 14 | 0     |
| 4     | 5 a 9   | 0     |
| 4     | 0 a 4   | 12    |

## Economia
El 2007 la població en edat de treballar era de 199 persones, 152 eren actives i 47 eren inactives. De les 152 persones actives 145 estaven ocupades (76 homes i 69 dones) i 7 estaven aturades (4 homes i 3 dones). De les 47 persones inactives 24 estaven jubilades, 6 estaven estudiant i 17 estaven classificades com a «altres inactius».

### Ingressos
El 2009 a Moulins-sur-Céphons hi havia 162 unitats fiscals que integraven 333,5 persones, la mediana anual d'ingressos fiscals per persona era de 15.369 €.

### Activitats econòmiques
Dels 11 establiments que hi havia el 2007, 1 era d'una empresa de fabricació d'altres productes industrials, 3 d'empreses de construcció, 3 d'empreses d'hostatgeria i restauració, 1 d'una empresa immobiliària, 1 d'una empresa de serveis i 2 d'empreses classificades com a «altres activitats de serveis».
Dels 3 establiments de servei als particulars que hi havia el 2009, 1 era una fusteria, 1 perruqueria i 1 restaurant.
L'any 2000 a Moulins-sur-Céphons hi havia 29 explotacions agrícoles que ocupaven un total de 1.848 hectàrees.

## Poblacions més properes
El següent diagrama mostra les poblacions més properes.